# BBÖ 1100
Die Reihen 1100 und 1100.1 waren elektrische Schnellzug-Lokomotiven in Krokodil-Bauform aus der Zwischenkriegszeit in Diensten der Österreichischen Bundesbahnen (seinerzeit BBÖ). Die ersten Exemplare wurden 1923/24 in Dienst gestellt. Nach dem Anschluss Österreichs im Jahre 1938 bezeichnete die Deutsche Reichsbahn sie als E 89 (1100) sowie als E 89.1 (1100.1). Nach dem Zweiten Weltkrieg kamen die verbliebenen Maschinen als ÖBB 1089 und ÖBB 1189 zu den wiederbegründeten Österreichischen Bundesbahnen (ÖBB), die sie erst im Jahre 1979 vollständig ausmusterten.

## Geschichte

Die E89 002 (BBÖ 1100.02) wurde 1947 in der Werkstätte Zürich der SBB hauptuntersucht

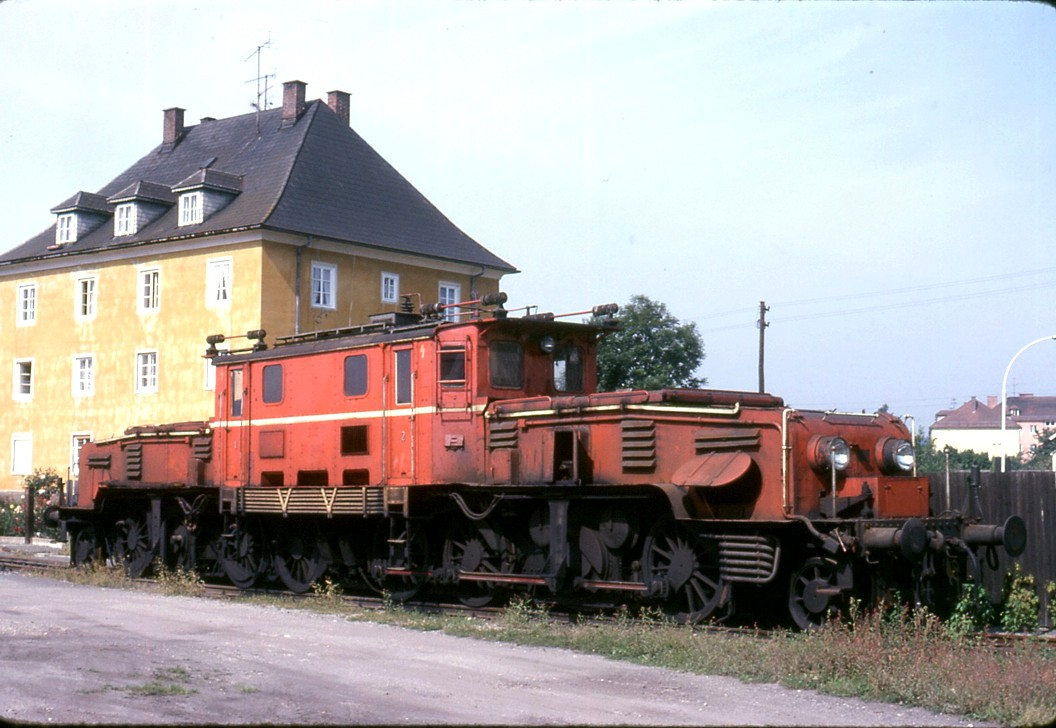
Die 1189.02, hier nach ihrer Ausmusterung in Attnang-Puchheim, erhielt als einzige einen blutorangen Anstrich (1980)

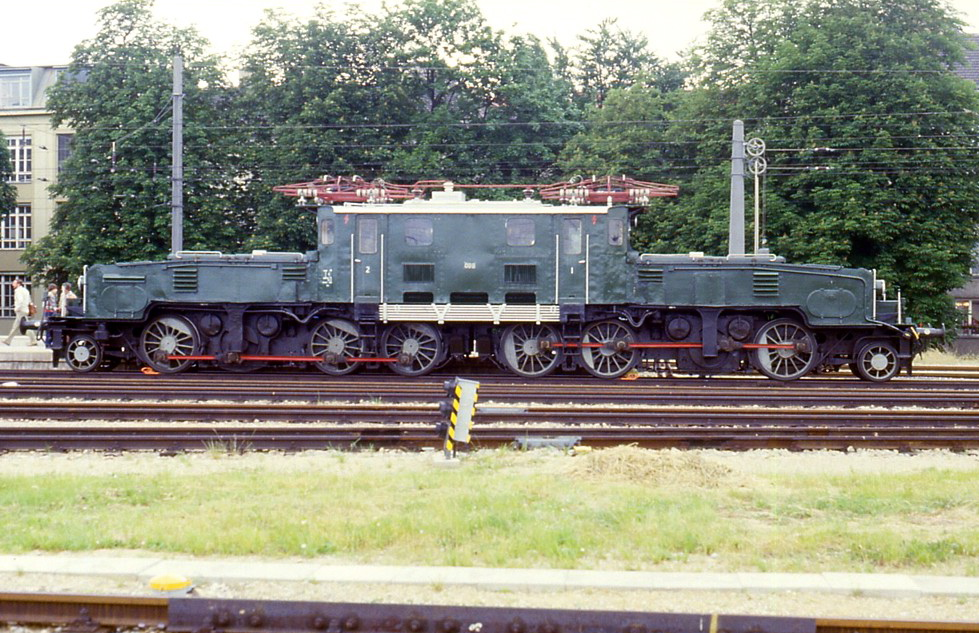
1189.05 im Bahnhof Wien Heiligenstadt (1985)

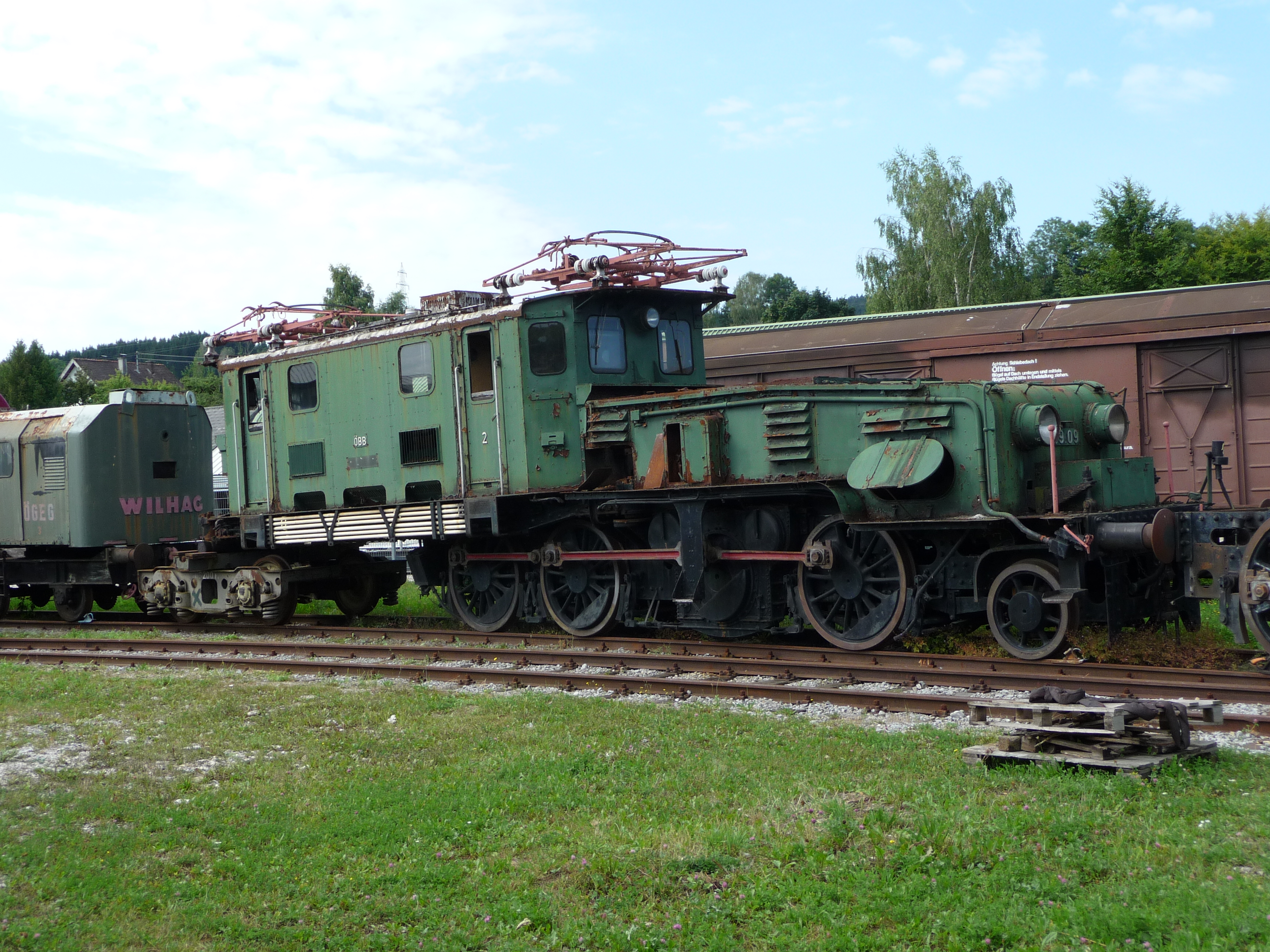
1189.09 im Eisenbahnmuseum Ampflwang, Zustand 2008

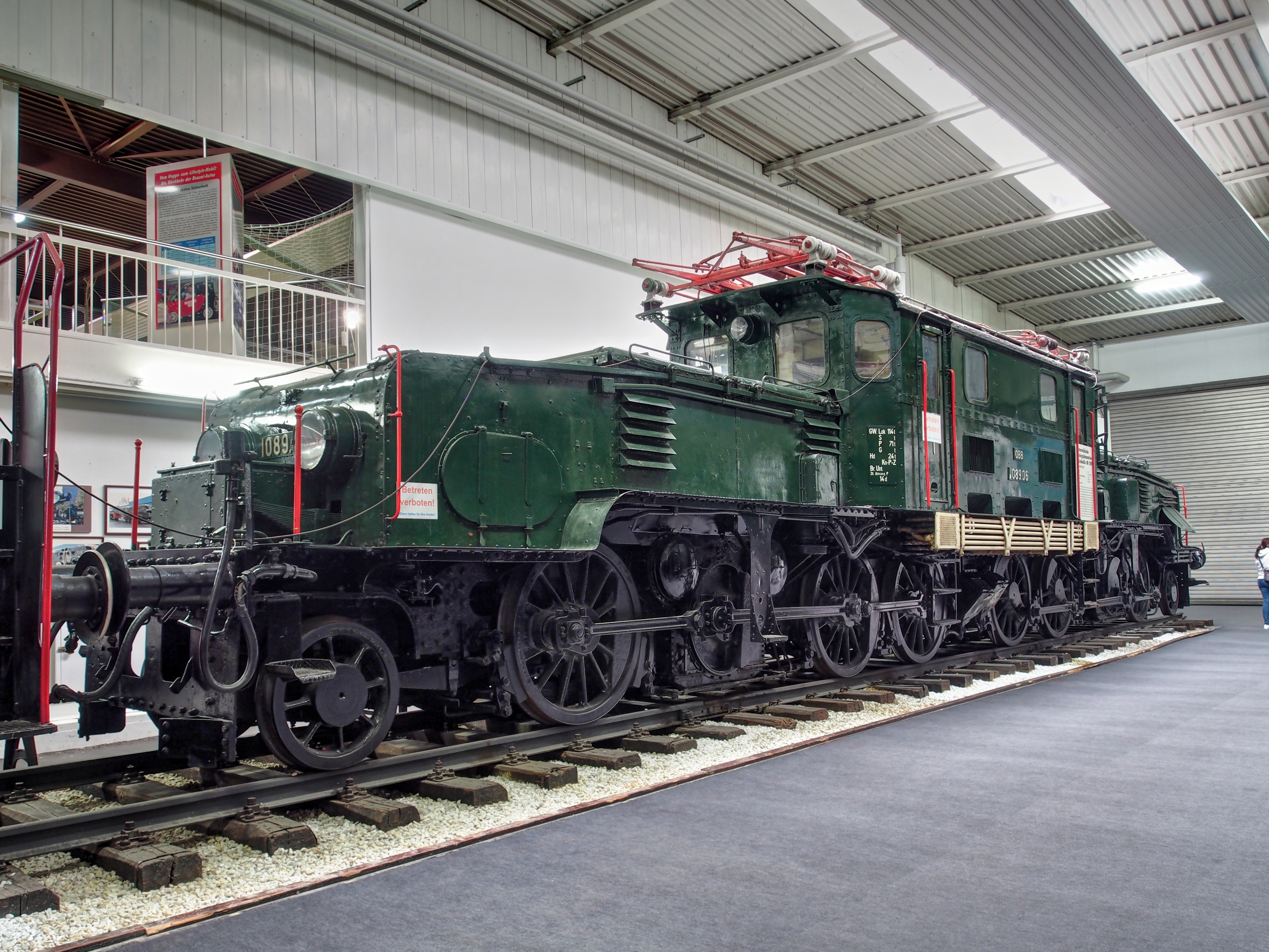
1089.06 im Auto- und Technik-Museum Sinsheim

Für die Rampenstrecken der Arlbergbahn benötigte die BBÖ neue elektrisch angetriebene Lokomotiven, wobei drei Bauarten vorgesehen waren: eine starke Gebirgslokomotive für Schnell- und Güterzüge (Reihe 1100), die auf den Rampenstrecken des Arlbergs mindestens die gleichen Zuggewichte wie die stärksten Dampflokomotiven bei um 10 % kürzeren Fahrzeiten bewältigen sollten sowie je eine Personenzug- und eine Güterzuglokomotive. Anfang der 1920er-Jahre gab es zum Stangenantrieb noch keine gangbare Alternative. Die Entscheidung fiel zugunsten einer Bauart nach schweizerischem Vorbild, der SBB Ce 6/8 II. Die Reihen 1100 und 1100.1 sind die einzigen „Krokodil“-Bauarten Österreichs, eine Bezeichnung, die aus dem Bereich der Modelleisenbahn Einzug in den Sprachgebrauch fand. Im Unterschied zur Schweizer Lokomotive wurde kein Antrieb mit Dreiecksrahmen oder ein Schrägstangenantrieb gewählt, sondern ein etwas einfacherer Antrieb mit je einer dreigliedrigen Treibstange pro Triebwerksseite, die die Blindwelle mit den Treibrädern verband.
Die ersten sieben Maschinen wurden von den Österreichischen Brown, Boveri Werken (elektrischer Teil) und der Lokomotivfabrik Floridsdorf (mechanischer Teil) 1923/24 geliefert. 1926/27 folgten weitere neun Lokomotiven, die gegenüber der Erstlieferung stärker und etwas schwerer waren (vgl. Tabelle). Die erstgelieferten sieben Fahrzeuge erhielten die Reihenbezeichnung 1100, die weiteren neun 1100.1. Sie wurden zunächst in Innsbruck, später auch in Salzburg stationiert, von wo sie entsprechend auf der Arlberg- und Tauernbahn zur vollen Zufriedenheit eingesetzt wurden. Mit zunehmender Elektrifizierung kamen auch weitere Standorte hinzu. In den 1960er Jahren waren die meisten Lokomotiven in Attnang-Puchheim und in Bischofshofen stationiert. Auf den Talstrecken wurden sie noch in den 1920er Jahren von den Loks der Reihe 1670 verdrängt.
Die Deutsche Reichsbahn bezeichnete sie nach dem Anschluss Österreichs im Jahre 1938 als E 89 (1100) und als E 89.1 (1100.1).
Im Zweiten Weltkrieg wurden zwei ehemalige 1100er zerstört. Eine davon, die 1100.01, wurde von den ÖBB, wieder aufgebaut und noch über zwanzig Jahre in ihrer zugedachten Rolle eingesetzt.
Die Loks E 89 002 und E 89 006 wurden 1947 von den SBB in der Hauptwerkstätte Zürich hauptuntersucht und als Gegenleistung eine Zeit lang auf dem Schweizerischen Streckennetz eingesetzt.
1953 wurde von den ÖBB den Fahrzeugen die Reihennummern 1089 und 1189 zuwiesen.
Zum letzten Einsatzgebiet der Reihe zählte die Salzkammergutbahn. Im Sommer 1979 standen noch drei Maschinen im Planeinsatz: 1189.09 hatte am 13. August 1979 ihren letzten Einsatz und erlitt während der Fahrt einen Motorschaden, welcher zur Ausmusterung führte – die noch tauglichen Motore wurden in die 1189.05 eingebaut. Am 19. September 1979 kam das Ende für die 1189.02, welche aufgrund eines Zahnkranzbruchs der Vorlegewelle bei Motor 1 fahruntüchtig wurde und danach ebenfalls als Ersatzteilspender für die 1189.05 diente. Am 26. November 1979 wurde die betriebsfähige und für den Nostalgieverkehr vorgesehene 1189.05 abgestellt. Die formale Ausmusterung der drei Maschinen erfolgte per 10. Dezember 1979.

## Technische Merkmale
Die beiden jeweils vierachsigen Drehgestelle waren durch eine Kurzkupplung miteinander verbunden, die die ganzen Zug- und Druckkräfte aufnahm. Auf dieses stützte sich auf vier gefederten Auflagen das Führer- und Maschinenhaus ab. Durch als Kugelpfannen ausgeführte Drehzapfen wurde es geführt, wobei der hintere Drehpunkt längenverschiebbar war. Die Kuppelachsen waren ohne Querspiel im Rahmen gelagert, der Spurkranz der jeweils mittleren Achse war geschwächt. Die Laufradsätze wurden als Adamsachsen mit Seitenspiel geführt. Je zwei Fahrmotoren trieben über gefederte Ritzel eine Blindwelle an, von wo die Treibstangen zu den Rädern führten. Die Blindwelle war seiten- und höhenverstellbar, um ein optimales Zusammenspiel von Ritzel und Zahnrad zu erreichen.
Der mittlere Aufbau beinhaltete die beiden Führerstände und einen Maschinenraum mit den elektrischen Apparaten. Die Führerstände waren jeweils zum Ende hin etwas angeschrägt, in dieser schrägen Seite war auf der linken Seite eine Tür angebracht, die schon nach wenigen Jahren entfernt wurde, es gab im geraden Teil der Führerhausseite beidseitig eine weitere Tür. Die ersten sieben Lokomotiven hatten unterhalb der Fenster einen genieteten Gurt.
Die Lokomotiven besaßen ursprünglich zwei Stromabnehmer nach Bauart der BBC, welche später gegen solche der BBÖ-Einheitsbauart I getauscht wurden. In den 1960er Jahren erhielten alle Maschinen zwei Scherenbügel der ÖBB-Bauart IV mit Wanisch-Wippe. Der Haupttransformator leistete 1730 kVA Dauerleistung (Reihe 1100) bzw. 1920 kVA (1100.1). Die beiden Motoren eines Drehgestells waren paarweise in Serie geschaltet, konnten aber auch in Reihe geschaltet werden. Es handelte sich um 12-polige Einphasen-Reihenschlussmotoren mit 450 kW Stundenleistung bei 930/min (Reihe 1100) beziehungsweise um 14-polige Reihenschlussmotore mit 457 kW Stundenleistung bei 950/min (Reihe 1100.1). Gesteuert wurde über ein von Hand betätigtes 18-stufiges Niederspannungs-Schlittenschaltwerk, die Anzahl der Fahrstufen wurde später aufgrund von Überschlägen auf 13 bzw. 15 (Reihe 1089) begrenzt.
Die Lokomotive wurde mit einer Vakuumbremse gebremst, die auch als Zugbremse genutzt werden konnte, über ein Ventil war sie aber auch mit einer Druckluftbremse für den Wagenzug verbunden. Alle Kuppelradsätze konnten gebremst werden, die Handbremse wirkte jedoch nur auf die dem Führerstand benachbarte Achse.

### Lackierung
Das ursprüngliche Farbschema der Maschinen ist aufgrund mangelnder Vorschriften der BBÖ und keinerlei Aufzeichnungen nur zu vermuten, die Maschinen dürften analog zu den Personenwagen Moosgrün mit hellgrünen Zierlinien lackiert gewesen sein. Das Fahrwerk war schwarz lackiert, einzelne Bauteile wie Treibstangen und Puffer waren blankes Metall, das Dach war hellgrau und die spannungsführenden Teile sowie die Stromabnehmer rot lackiert. Dieses Farbschema trugen die Maschinen bis zur Eingliederung in die Deutsche Reichsbahn, welche erst ab 1942 – und auch nicht bei allen Maschinen – eine neue Lackierung in grauer Tarnfarbe anbrachte. Die Loks 1189.05 und 1189.08 verkehrten von 1953 bis 1955 mit einer braunen Lackierung, dieses von der ÖBB auch an Dieselloks der Reihe 2045 probierte Schema wurde jedoch zu Gunsten einer Lackierung in RAL 6009 Tannengrün wieder aufgegeben. Als einzige der Loks erhielt die heutige Museumslok 1189.02 im Juni 1971 noch eine Lackierung im neuen Farbschema in Blutorange.

## Erhaltene Maschinen
- Die 1089.06 wurde von 1978 bis 1979 bei der Krokodil-Ausstellung im Verkehrshaus der Schweiz präsentiert und steht seit 1989 im Auto- und Technikmuseum Sinsheim.
- Die 1189.02 ist bis heute erhalten geblieben und wurde zur Bespannung von Nostalgiezügen herangezogen. Sie wurde in ihren ursprünglichen Zustand der Zwischenkriegszeit zurückversetzt, bekam auch die ursprüngliche Nummer 1100.102. Sie war die einzige Lok ihrer Reihe, die in den 1970er Jahren noch einen blutorangen Anstrich erhalten hatte. 2021 wurde sie von Wien West zur ÖGEG nach Ampflwang überstellt.
- Die 1189.05 steht im Eisenbahnmuseum Strasshof.
- Die 1189.09 stand seit der Eröffnung des Güterbahnhofes (1983) in Wolfurt als motorenloses Denkmal vor dem Zollgebäude. Die Gemeinde Wolfurt hat diese Lok der ÖGEG für das Eisenbahn- und Bergbaumuseum in Ampflwang als Dauerleihgabe überlassen.